# Гинзбург, Лев Соломонович
Лев Соломонович Гинзбург (15 (28) января 1907, Могилёв — 23 ноября 1981, Москва) — российский музыковед, виолончелист, педагог. Доктор искусствоведения (1947, диссертация «Виолончельное искусство от его истоков до конца XVIII столетия»). Брат теплофизика Абрама Гинзбурга.
Окончил Московскую консерваторию (1931) и аспирантуру (1937), ученик Семёна Козолупова. В 1923—1943 гг. практикующий музыкант — солист, ансамблист и оркестрант. Одновременно в 1932—1935 гг. преподавал в музыкальном училище при Московской консерватории, а уже в 1936 г. начал преподавательскую карьеру в классе виолончели Московской консерватории, с 1939 г. вёл курсы истории, теории, методики смычковкого искусства, с 1950 г. профессор.
Основной труд Гинзбурга — фундаментальная «История виолончельного искусства» (1950—1978, в четырёх томах). Отдельные книги или брошюры он посвятил ряду выдающихся струнников прошлого и настоящего: Луиджи Боккерини, Джузеппе Тартини, Йозефу Славику, Карлу Давыдову, Фердинанду Лаубу, Эжену Изаи, Анри Вьётану, Анатолию Брандукову, Морису Марешалю, Пабло Казальсу, Мстиславу Ростроповичу, а также Ганушу Вигану и созданному им Чешскому квартету. Вместе со своим учителем Козолуповым подготовил переиздание «Школы для виолончели» Давыдова (1947).